# 滁州北站
滁州北站位于中华人民共和国安徽省滁州市车站路，为京沪铁路车站。车站原名滁州站，2011年6月1日起因京沪高铁开通更名为滁州北站，同时原滁州南站改名滁州站。滁州北站由中国铁路上海局集团蚌埠直属站管辖，为客货运二等站；目前车站办理客运业务，货运办理整车货物运输。

## 历史

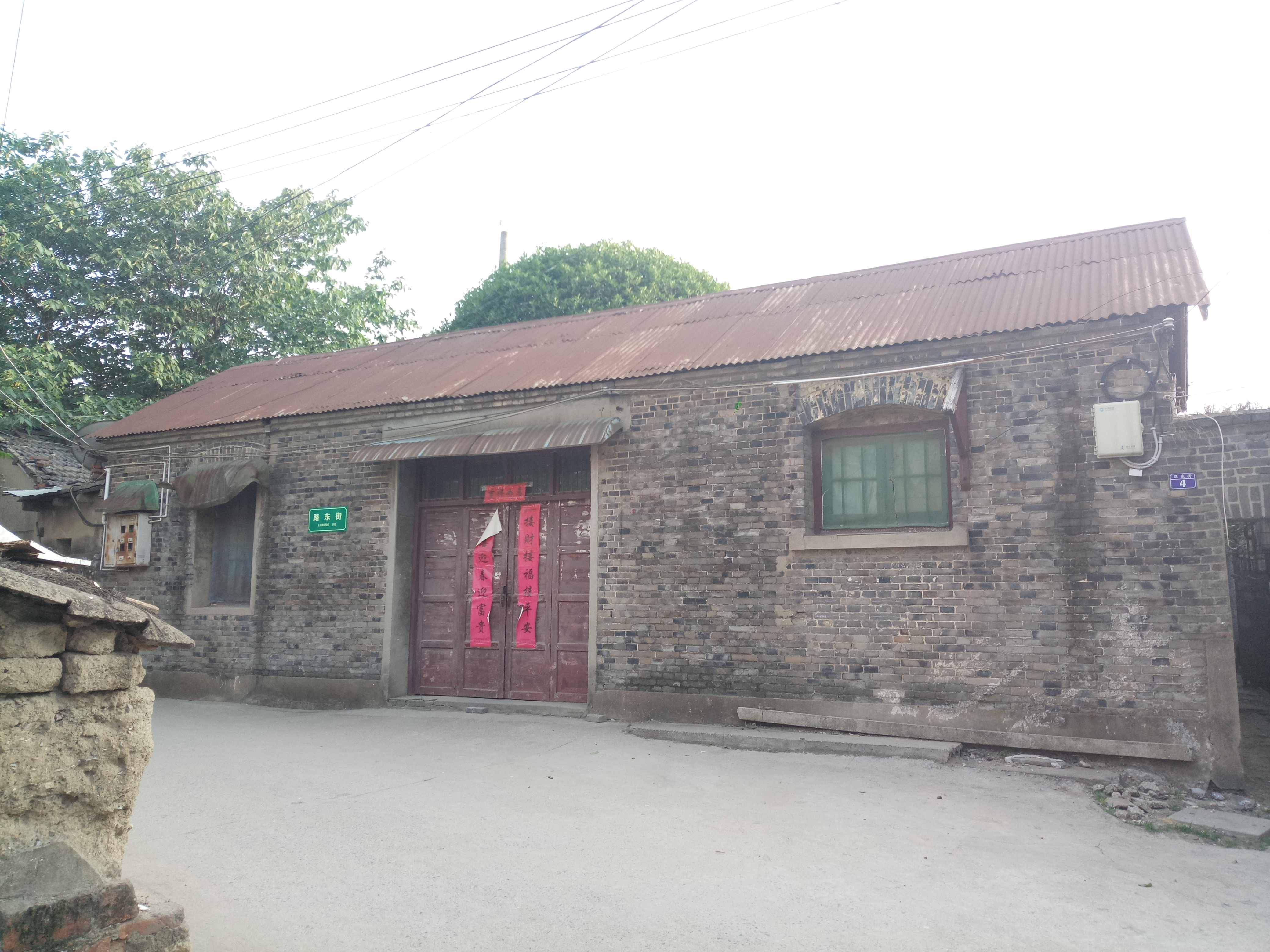
建于1910年的滁州站老站房

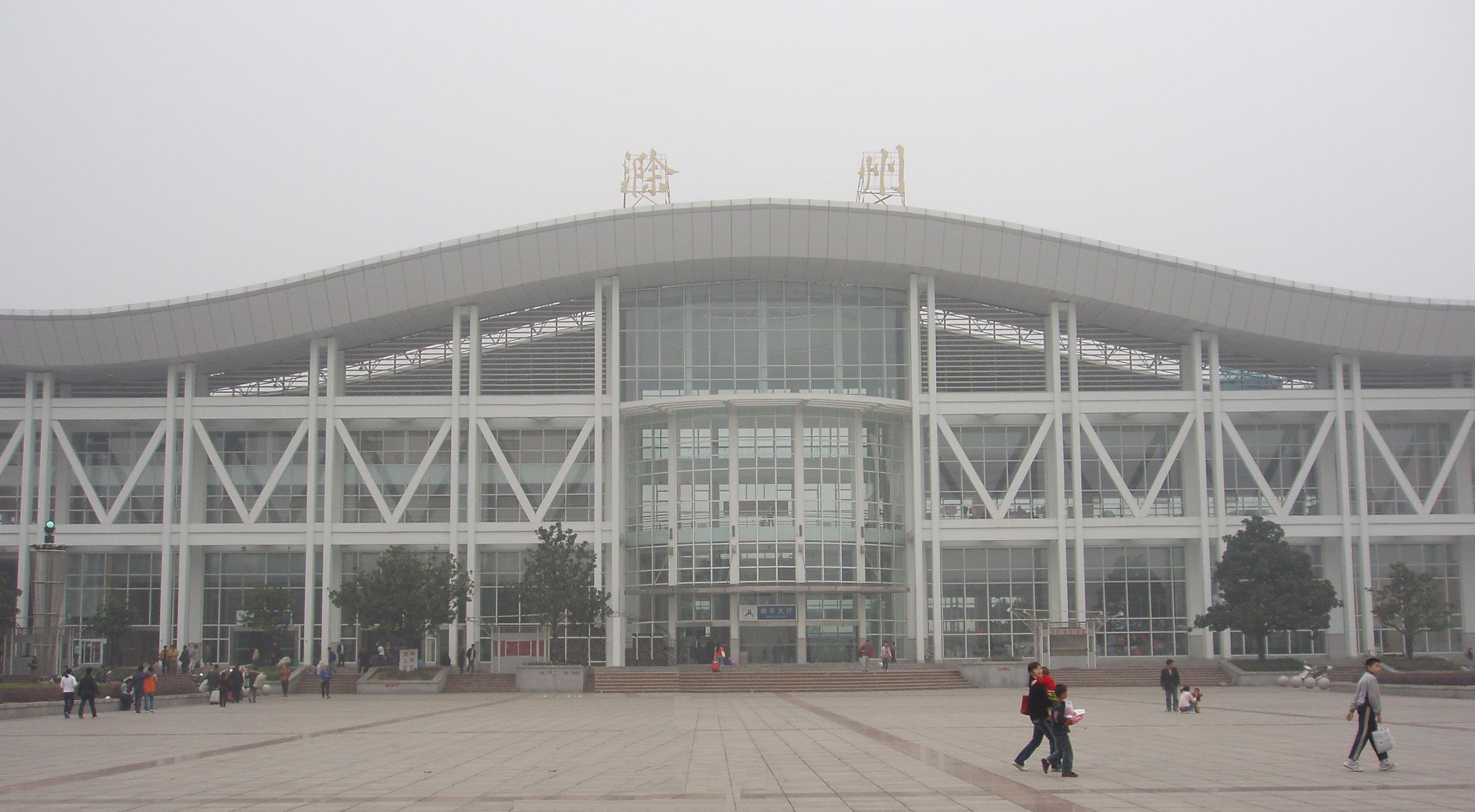
2007的车站站房

滁县站位于滁州城东门外，初建于1910年4月，1911年随津浦铁路投入使用。当时车站占地1518平方米，其中候车室面积350平方米。
1972年津浦铁路复线改造期间车站迁址重建。新站址位于老站南1.5公里处，于1974年10月建成启用，候车室面积842平方米。新站启用后，老站的货场转为新站货运区的一部分而继续使用，而津浦复线化工程则于1978年全面完工。
2004年滁州站站房进行重建工程，2006年1月新站房的售票大厅启用，全部工程则于2007年年初投入使用。之后滁州站又进行1站台改造为高站台、新建为高1.25米的第3座站台（5站台）以及地道延长工程。2008年4月18日，上海至徐州的D473/474次列车开始停靠滁州站。
2011年车站更名为滁州北站。

## 车站结构

### 站台
滁州北站目前使用的站房于2007年投入使用，长110米、宽24.8米、高27.85米，建筑面积7390平方米。站房以延绵的琅琊山为设计意向，屋顶中间两侧低，外立面则以玻璃幕墙装饰。站房主体二层、部分三层。其中售票处面积650平方米，设有10个售票窗口，1、2号窗口前设有4台取票机和2台自主售取票机。售票厅通过连廊与站房广厅连接；广厅位于进站口内、站房中部，顶部天花板设有一个圆形采光顶；候车室面积4300平方米，分为上下两层：一层作为候车室候车，原设有软席、贵宾候车室等设施。二层除第二候车室外，还设有一个1300平方米的第三(临时)候车室。现二层的两个候车室已停用，仅有一楼候车室仍在使用，临时候车室上方的三层阁楼为车站办公区。

### 站场
滁州北站设有1、2、3、5号四座站台。其中1站台为侧式站台，长500米、宽7米，主要停靠上行列车。2007年1站台被改建为高站台，设有台阶连接原有硬面；2、3站台为岛式站台，上下行列车均有停靠。5站台建于2007年，为高站台，长500米、宽9米。车站3座站台均设有雨棚覆盖。
车站货场位于客运站台北侧，服务滁州两区和三县（琅琊区、南谯区、来安县、全椒县和天长县）的客户。货场分为新站、老站及吊装吊卸三个货区。其中新站货区面积有35043平方米、设8、10道两条作业线；老站货区面积有25099平方米，设有货1道、货3道、货4道、货5道4条作业线，新、老货区均办理成件货物发到业务。吊装吊卸货区面积有35196平方米，设12道1条作业线，办理钢材类货物发到业务。车站设有通往滁州国家粮食储备中转站和中石化安徽滁州石油分公司的专用线，主要发送办理粮食、食用油的发送和到达粮食、汽油、柴油类货物。
| 侧式站台 |                                 |
| 1站台    | 京沪铁路 往北京方向（沙河集站） |
| 正线     | 京沪铁路 上行列车通过线         |
| 2站台    | 京沪铁路 往北京方向（沙河集站） |
| 岛式站台 |                                 |
| 3站台    | 京沪铁路 往上海方向（担子站）   |
| 正线     | 京沪铁路 下行列车通过线         |
| 5站台    | 京沪铁路 往上海方向（担子站）   |
| 岛式站台 |                                 |

## 相关事件
2014年有网友在网上晒出两张滁州北站出票的滁州北到蚌埠的火车票，车票上车次、时间等信息都正常，但蚌埠站汉字一栏一个变成了“银银”，一个变成了“开开”。对此，滁州北火车站副站长曹广祥回应说，此种情况出现有一段时间了，是因为自动取票机程序不稳定造成的乱码。而经过此次事件，滁州北站被中国内地火车迷起了“错票北”的绰号。之后滁州北站更换了两台新的售票机。
2015年9月4日某位旅客取票时，售票机出现故障，出现了三维弹球的游戏页面。当事人题目为《滁州北站奇闻，自动售票机打三维弹球》被发到百度贴吧的火车吧以后，引发火车迷轰动和调侃。而后又有网友转发至安徽本地新闻网，致使滁州北站售票机再次出名，并获得“弹球北”的新绰号。对此滁州北站回应指：“自动售（取）票机在正常运营时只会出现售（取）票界面，当机器发生故障退出维护时，自动售（取）票机会恢复自带的Windows XP系统界面。如果此时有旅客误按了其中的某个程序，便可能出现一些系统自带的游戏界面。”并表示“为避免类似现象再度发生，车站要求维护单位对售票机系统上的自带小程序予以清除。此外，还将安排人员加强对自动售（取）票机的日常管理。”。